# Sison, Surigao del Norte
Sison là một đô thị hạng 5 ở tỉnh Surigao del Norte, Philippines. Theo điều tra dân số năm 2000, đô thị này có dân số 10.046 người trong 1.958 hộ.

## Các đơn vị hành chính
Sison được chia thành 12 barangay.
- Biyabid
- Gacepan
- Ima
- Lower Patag
- Mabuhay
- Mayag
- Poblacion (San Pedro)
- San Isidro
- San Pablo
- Tagbayani
- Tinogpahan
- Upper Patag